# Gaffe
Pour l’article ayant un titre homophone, voir Gaf.
Pour les articles homonymes, voir Gaffe (homonymie).

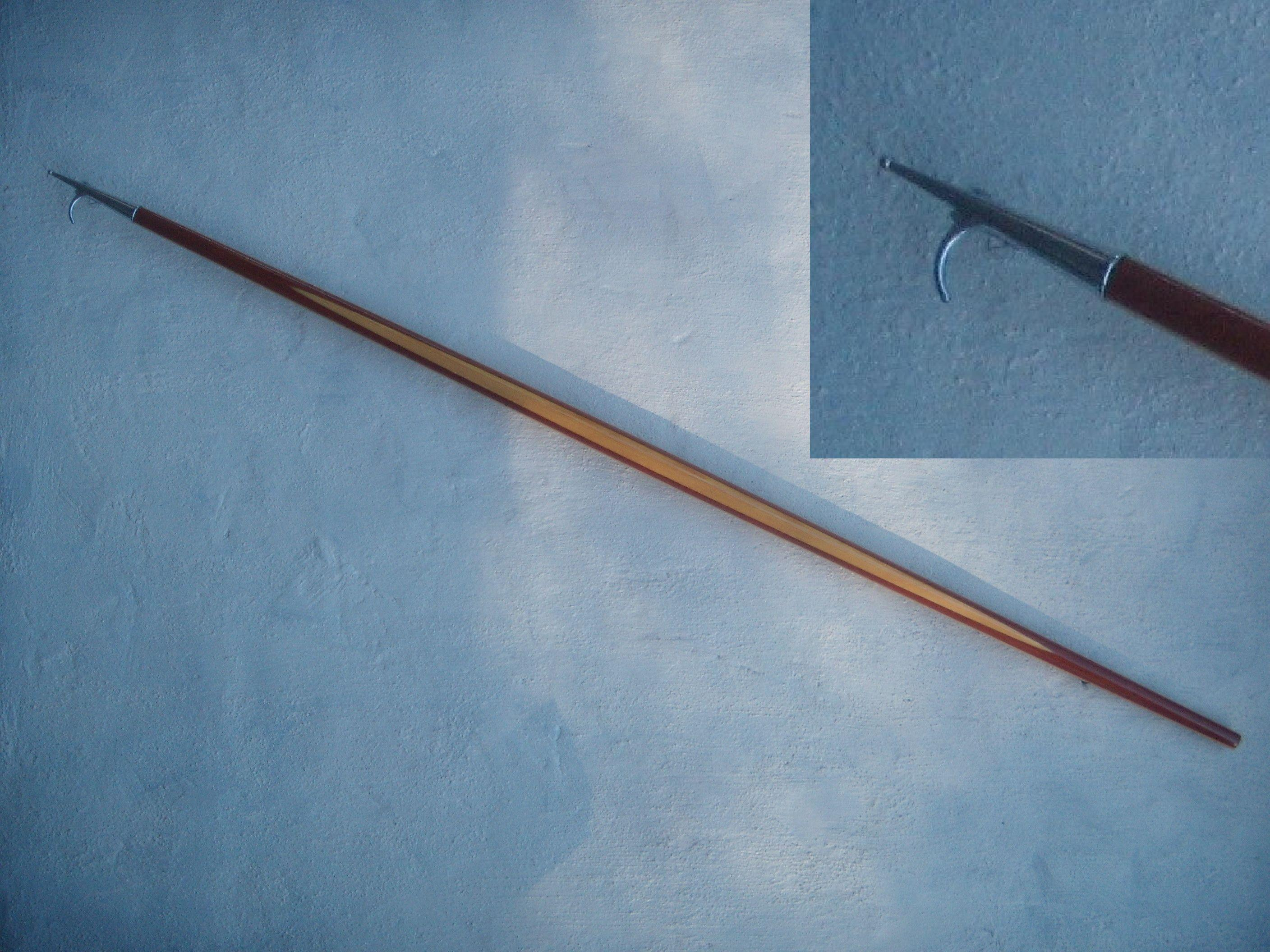
Gaffe de bateau.

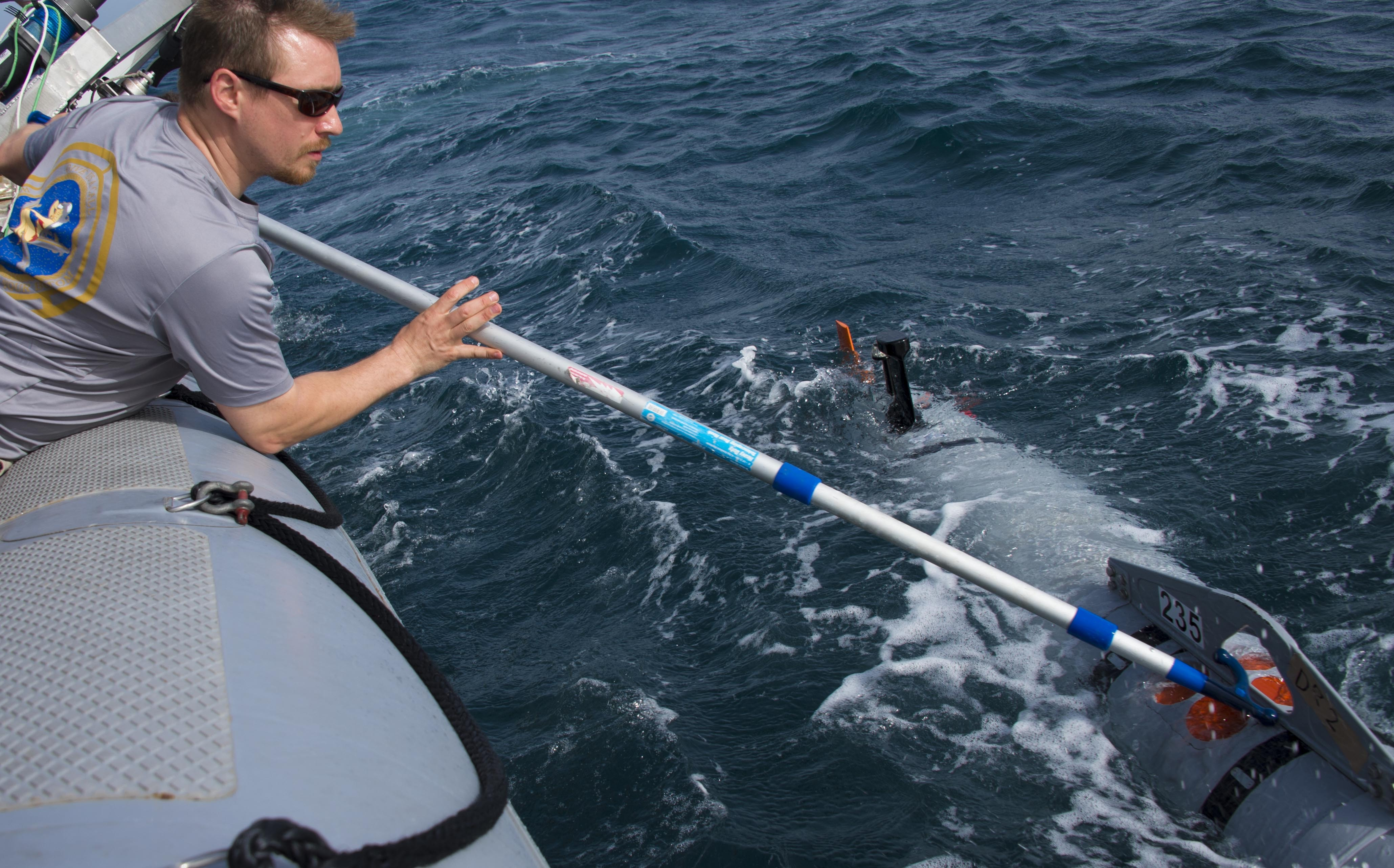
Un opérateur de l'US Navy récupère un drone sous-marin avec une gaffe.

Une gaffe est une longue perche en bois ou en métal (de nos jours souvent en aluminium). Parfois télescopique, elle comprend une sorte de crochet recourbé vers l'intérieur à une de ses extrémités.

## Domaine maritime
La gaffe est utilisée sur les bateaux, par exemple pour récupérer un cordage tombé à l'eau ou capter une bouée d'amarrage. Elle sert aussi à échanger un cordage d'une embarcation à une autre, ou à repousser une embarcation. C'est un équipement essentiel en nautisme et dans le domaine maritime. En France, comme dans de nombreux pays, c'est un équipement de sécurité obligatoire pour la navigation fluviale et recommandé pour la navigation en mer.
Pour la pêche à la traîne, un type de gaffe doté d'un crochet aiguisé est utilisé pour ramener les prises de grande taille à bord.
En langage maritime, « avaler sa gaffe »  signifiait mourir.

## Autres
Une gaffe peut également servir aux pompiers pour faire tomber, par exemple, des parties de plafonds dangereux.